# Serrana azul
Serrana azul, também conhecida por cabra azul e as vezes chamada de cabra serrana, é uma raça de cabra surgida na região nordeste do Brasil.

## História
Desde o descobrimento do Brasil, os portugueses trouxeram diversos tipos de cabra ao país, muitas foram deixadas principalmente no nordeste onde tiveram que se adaptar e sobreviver, desenvolvendo-se por séculos, resultando nos animais atuais. A cabra serrana azul é descendente direta da cabra serrana de origem portuguesa. Porém a raça portuguesa é provida de longos pelos, enquanto a raça brasileira o pelo é curto, adaptada ao calor nordestino. Por outro lado, há pesquisadores que afirmam que a raça é descendente de raças de origem africana.

## Características
A raça é de tripla aptidão para carne, couro e leite, destacando-se por ser muito rústica, reduzindo bastante os custos de criação. Por ter se desenvolvido no semiárido nordestino, se adapta bem a regiões de muito calor e a digestão de vegetação natural do bioma dos cerrados e da catinga quando criada em regime extensivo.
São animais de pequeno porte e a raça é considerada a mais prolífica das raças de cabra, além de produzir leite de qualidade capaz de produzir queijo de qualidade, assim como sua contraparte portuguesa.

## Distribuição do plantel
A grande maioria dos animais estão concentrados no nordeste brasileiro.